# Tabacal Agroindustria
Ingenio Tabacal o Ingenio y Refinería San Martín del Tabacal, empresa del Noroeste Argentino, más precisamente del departamento de Orán en la provincia de Salta. Dedicada a la producción de azúcar, alcoholes, producción de bioabonos, biocombustibles, bioelectricidad, alimentos y energías sostenibles

## Historia
Fue fundada por Robustiano Patrón Costas el 5 de agosto de 1918 en el Departamento Orán, Provincia de Salta y un año más tarde, en 1919 se comenzó a instalar la fábrica de Nahuel y la plantación a mano de las primeras esquejes de caña. Para julio de 1920 se realizaba la primera cosecha de Saccharum officinarum (zafra). En 1925 se desmontó toda la fábrica vieja y se instaló un trapiche de última generación para la época.
En el año 1934 se inauguraron en el pueblo del Ingenio Tabacal una iglesia, un hospital y una escuela
. El establecimiento tenía un aserradero, talleres, fundiciones y doce colonias con viviendas; se comunicaba con una amplia red de caminos y ferrocarriles y estaba conectada con el resto de la provincia mediante una red de regadío. El senador Alfredo Palacios visitó ingenios del país en el marco de una investigación senatorial en 1937 y al volver dijo en un discurso en el Senado refiriéndose al Tabacal: “Imitemos la acción privada y los resultados serán proficuos”.
En 1996 SeaBoard Corp., compañía con sede en EE. UU. adquiere Tabacal,

## Producción
La empresa cultivó 26.934 hectáreas netas de caña propia en 2014 –tiene más de 36.000 hectáreas en circuito agrícola-, las cuales se destinaron a la molienda para la producción de azúcar, cultivo de soja, forestaciones, y elaboración de bioabonos, bioenergía y biocombustible. En la última zafra, 2013-2014, Tabacal Agroindustria procesó 2.451.129 toneladas de caña y, con esta molienda, se elaboraron 186.064 toneladas de azúcares, 56.558 m³ de alcohol y se exportaron 58.565 MW de energía  Tabacal
Producción de bioabonos, biocombustibles, bioelectricidad, alimentos y energías sostenibles